# Ruch Nowej Kultury (Chiny)
Ruch Nowej Kultury – chiński masowy ruch kulturowy rozwijający się na przełomie drugiej i trzeciej dekady XX wieku, postulujący upowszechnienie języka mówionego w literaturze, obalenie konfucjańskiego porządku społecznego i modernizację Chin na wzór zachodni.

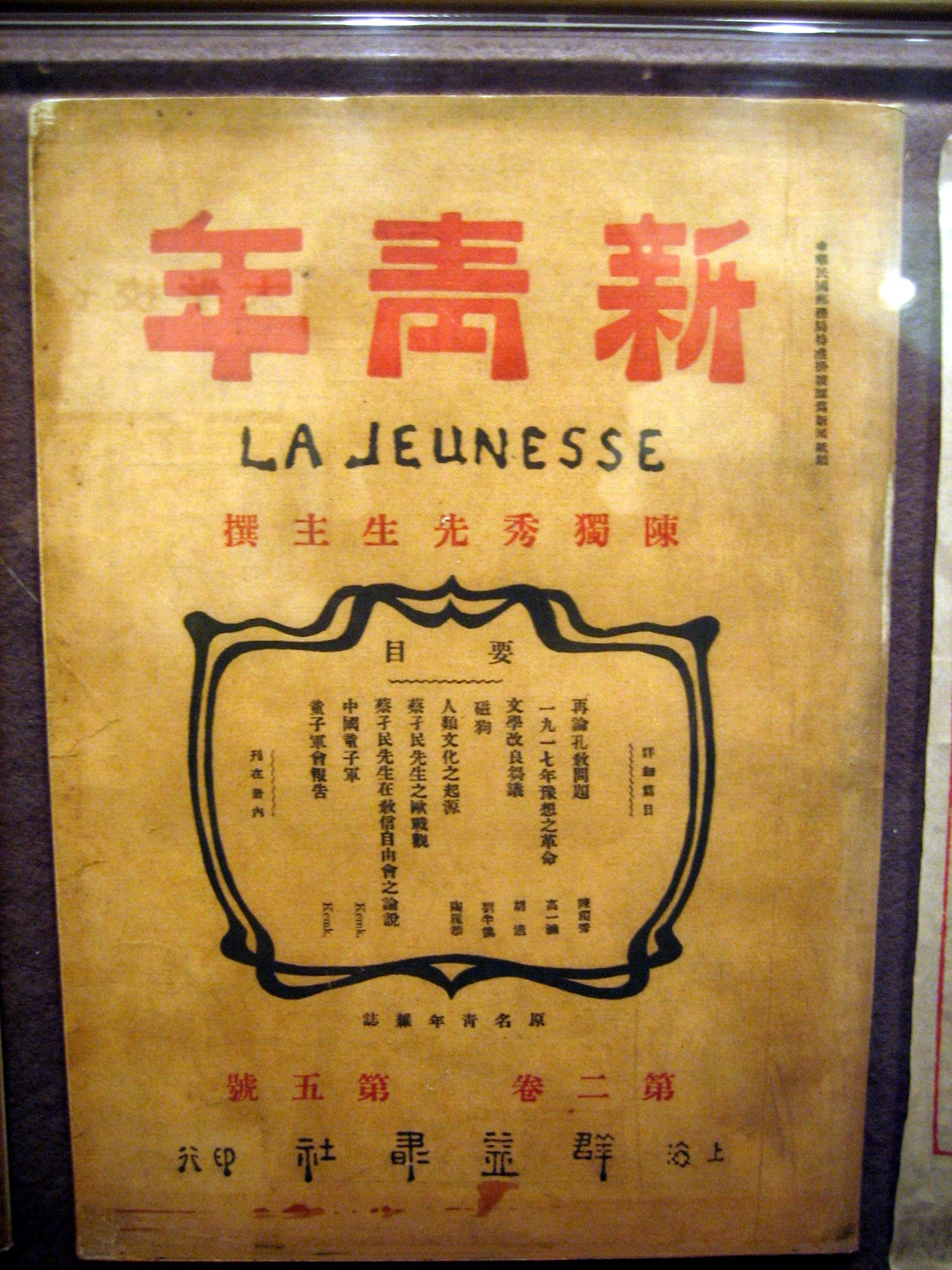
Okładka pisma Xin Qingnian (wydawano je z francuskim podtytułem La Jeunesse - pol. "Młodzież")

Rewolucja Xinhai z 1911 roku, która przyniosła obalenie dynastii Qing i proklamowanie republiki, spowodowała jednocześnie rozpad dawnego konfucjańskiego porządku społecznego. Do Chin zaczęły napływać nowe prądy intelektualne płynące z Zachodu. Młodzi intelektualiści, kształceni w większości na Zachodzie, głosili rewolucyjne postulaty, domagając się reformy kultury, literatury, nauki oraz zburzenia archaicznego modelu społeczeństwa. Kolebką Ruchu Nowej Kultury był Uniwersytet Pekiński, gdzie pod skrzydłami rektora Cai Yuanpeia rozwinęli działalność młodzi twórcy. Za przywódcę Ruchu uważany jest Hu Shi.
Głównym postulatem Ruchu Nowej Kultury było upowszechnienie języka mówionego (baihua). Do tej pory literatura była pisana w klasycznym języku chińskim, niezmiennym od czasów dynastii Han, którego przyswojenie zajmowało wiele lat. Był on pełen ezoterycznej terminologii, erudycyjnych aluzji, zaś używane do jego zapisu znaki pisma chińskiego mogły mieć nawet kilkadziesiąt różnych znaczeń, w zależności od kontekstu w jakim zostały użyte w zdaniu. Było to język różny pod względem słownictwa i gramatyki od tego, którym mówiono na co dzień, a nauczenie się go wymagało specjalnej edukacji. 
Członkowie Ruchu Nowej Kultury domagali się modernizacji Chin na wzór zachodni, unowocześnienia szkolnictwa i zerwania z pozostałościami ustroju feudalnego. Występowano także przeciwko tradycyjnym konfucjańskim więziom społecznym, głosząc pochwałę indywidualizmu. Naczelnym organem prasowym Ruchu było założone w 1915 roku przez Chen Duxiu pismo Xin Qingnian (新青年, Nowa Młodzież).
Do czołowych twórców Ruchu Nowej Kultury należeli: Yan Fu, Liang Qichao, Lu Xun, Li Dazhao, Chen Duxiu, Fu Sinian i Zhou Zuoren. 
Ruch Nowej Kultury przyczynił się do aktywizacji politycznej społeczeństwa chińskiego; w jego mobilizacji i uświadamianiu dużą rolę odegrała tworzona masowo literatura w języku baihua. Po podpisaniu traktatu wersalskiego członkowie Ruchu Nowej Kultury wzięli udział w masowych protestach znanych jako Ruch 4 Maja.